# 鞠萍
鞠萍（1966年1月25日—），女，汉族，祖籍山东荣成，生于北京，中国电视节目主持人，中国共产党党员（1998年—）。曾主持央视的少儿节目《七巧板》、《大风车》。

## 生平
1984年毕业于北京幼儿师范学校，同年加入中国中央电视台。鞠萍任中央广电总台体育青少节目中心统筹规划部主持人组组长。因在脱贫攻坚战中作出突出贡献，2021年2月25日全国脱贫攻坚总结表彰大会上，鞠萍被授予“全国脱贫攻坚先进个人”。